# バルフォア伯爵
バルフォア伯爵（英語: Earl of Balfour [ˈbælfɔː, -fə, -fʊə]）は、イギリスの伯爵位。連合王国貴族。
政治家アーサー・バルフォアが1922年に叙位されたことに始まる。

## 歴史

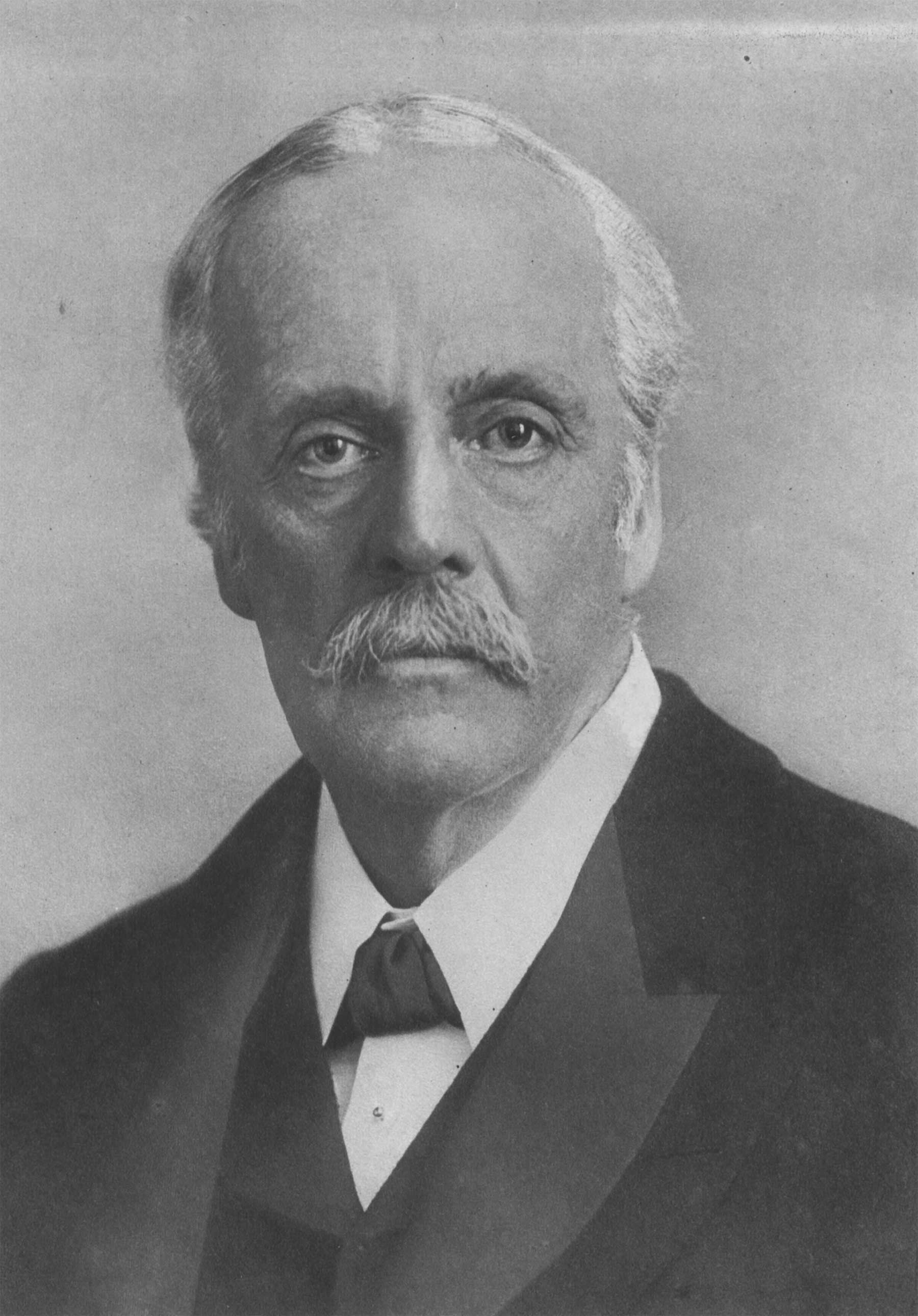
初代バルフォア伯爵アーサー・ジェイムズ・バルフォア

首相・外相を歴任した保守党の有力政治家アーサー・バルフォアは、1922年に連合王国貴族として「バルフォア伯爵(Earl of Balfour)」に叙せられると同時に、「カウンティ・オヴ・ハディントンにおけるウィッティングハムのトラップレイン子爵（Viscount Traprain, of Whittingehame, in the county of Haddington）」を授けられた。
授爵時の勅許状において、通例の嫡出男系男子（英語: heirs male of his body lawfully begotten）に加えて次の人物にも爵位の継承を認める特別継承権（Special remainder）が付されていた。
1. 弟ジェラルド・ウィリアム・バルフォアおよびその嫡出男系男子
2. 甥フランシス・セシル・キャンベル・バルフォア（英語版）およびその嫡出男系男子
3. 甥オズワルド・ハーバート・キャンベル・バルフォアおよびその嫡出男系男子

初代伯アーサーは生涯未婚であったため、1930年に死去すると上記の特別継承権によって弟のジェラルドが爵位を継承した。彼も保守党の政治家であり、叔父第3代ソールズベリー侯爵や兄の内閣においてアイルランド担当大臣（英語: Chief Secretary for Ireland））や商務大臣・自治大臣（英語: President of the Local Government Board）を務めた。
2代伯の男系男子は孫にあたる4代伯ジェラルドの死去によって絶えたため、4代伯の再従兄弟の息子にあたるロデリックが5代伯となった。彼が2010年現在のバルフォア伯爵である。
伯爵家の邸宅はウェスト・サセックス州アランデル近くのバーファム・ロッジ（Burpham Lodge）である。

## 現当主の保有爵位
現当主である第5代バルフォア伯爵ロデリック・バルフォアは、以下の爵位を有する。
- 第5代バルフォア伯爵(5th Earl of Balfour)
(1922年5月5日の勅許状による連合王国貴族爵位)
- 第5代カウンティ・オヴ・ハディントンにおけるウィッティングハムのトラップレイン子爵(5th Viscount Traprain, of Whittinghame in the County of East Lothian)
(1922年5月5日の勅許状による連合王国貴族爵位)

## バルフォア伯爵 （1922年）
- アーサー・バルフォア (初代バルフォア伯爵) （1848年 - 1930年）
- ジェラルド・バルフォア (第2代バルフォア伯爵)（英語版） （1853年 - 1945年）
- ロバート・バルフォア (第3代バルフォア伯爵) （1902年 - 1968年）
- ジェラルド・バルフォア (第4代バルフォア伯爵) （1925年 - 2003年）
- ロデリック・バルフォア (第5代バルフォア伯爵) （1948年 - ）
  - 爵位の推定相続人は、当代の弟チャールズ・ジョージ・ユール・バルフォア（1951年 -  ）

### 註釈
1. ↑  バルフォア伯爵にはこの子爵位が付属（英語版）し、伯爵位の法定推定相続人は儀礼称号としてトラップレイン子爵と称する。